# Реми (аниме)
«Nobody's Boy: Remi» (яп. 家なき子 Иэ Наки Ко, Бездомное дитя) — японский аниме-сериал, выпущенный студией TMS Entertainment по роману «Без семьи» Гектора Мало (1878). Транслировался по телеканалу Nippon Television с 2 октября 1977 года по 1 октября 1978 года. Всего выпущена 51 серия аниме. Сериал был дублирован на французском, испанском, итальянском, арабском и нидерландском языках.

## Сюжет
Сюжет разворачивается вокруг Ричарда Миллигана, мальчика из дворянской семьи в Лондоне, которого тайно похищает дядя, желая быть единственным наследником состояния семьи. Похитители оставляют новорожденного в Париже, где Джен Барберин вместе с женой подбирают младенца и дают ему имя Реми. Отец работает каменщиком и обеспечивает семью малыми деньгами, но однажды получает серьёзную травму и становится недееспособным. И так нищая семья покрывается долгами перед хозяином двора и вынуждена продать свою последнюю корову. 
Так отец внезапно решает продать мальчика в 8 лет старому уличному актёру Виталису, чтобы тот ухаживал за его дрессированными собаками. Старик оказывается очень добродушным человеком, и отношения между Виталисом и Ремом крепятся, как между отцом и сыном. Однако в одном городе Виталиса арестовывают и сажают в тюрьму на 2 месяца. За животными и мальчиком решает приглядеть английская дворянка Кэти Миллиган. Позже Виталис возвращается и забирает мальчика. 
Виталис и Реми отправляются в Париж, однако начинается холодный сезон. Собак загрызают волки; обезьяна умирает от воспаления лёгких, и к концу сам Виталис, защищая мальчика во время снежной бури теплом своего тела, умирает. 
Так мальчик начинает своё путешествие, ему предстоит узнать о своих настоящих родителях и стать известным юристом.
1. Реми из деревни Шеванон
2. Дитя судьбы
3. Путешествие начинается
4. Всё дальше и дальше
5. Первое выступление
6. Уроки на открытом воздухе
7. Реми в восторге от музыки
8. Реми потерялся
9. Первый друг — Грейс
10. Неожиданное происшествие
11. Суд над Виталисом
12. Маленький вожак
13. Обитатели баржи «Лебедь»
14. Труппа Реми на барже «Лебедь»
15. Чудесное путешествие
16. Две матери
17. Прощание с «Лебедем»
18. Не оглядывайся назад
19. Буран
20. Волки
21. Рождение новой жизни
22. Душка
23. Чудесный учитель
24. Новая дружба
25. Хозяин Гарофоли
26. Прощай, дорогой сын
27. Прошлое Виталиса
28. Доброе сердце Лизы
29. Теплицы счастья
30. Мы никогда не забудем
31. Спасибо, Маттиа
32. Чудесная идея
33. An Unexpected Companion
34. Катастрофа
35. Спасите Реми
36. Музыкальный гений
37. Подарок для мамы
38. Мамины блины
39. Быстрее в Париж
40. Реми — англичанин
41. Настоящие родители Реми
42. Кто такие Дрисколы
43. Герб семьи Миллиган
44. Мать и ребёнок
45. Ещё одна неожиданность
46. Безнадёжность
47. Большой прыжок
48. Схватка со штормом
49. Две матери в Шеваноне
50. Чудо
51. Новое начало

## Восприятие
Карл Кимлингер с сайта Anime News Network назвал сериал «Реми» образцом классического шедевра. Даже несмотря на мрачность самого сюжета и наличие тяжелых сцен, родители могут не беспокоится о его содержимом и давать смотреть своим детям. Сам сюжет идеально передаёт ту несправедливость, которую приходится переживать главному герою, сталкиваться с нищетой, классовым неравенством, социальной несправедливостью. Любое счастливое событие заканчивается для Реми почти всегда жестоким предательством, однако мальчик благодаря своему положительному настрою и сильной воле продолжает идти к своей цели. Критик дал аниме оценку B+

## Роли озвучивали
- Масако Сугуя — Реми
- Ёсукэ Кондо — Виталис
- Рэйко Муто — Госпожа Миллиган
- Хироко Судзуки — Барберин Мама
- Норико Охара — Матия
- Дзюкити Уно — Голос за кадром